# 熱浪4射
『4 hot wave』（熱浪4射）為2006年7月26日發行之日本歌手・倖田來未第32nd單曲。

## 附註
- 與上張4A單曲11th單曲「LOVE&HONEY」相隔約2年。

- 初回版特典有特設網站「4 hot web」進入資訊。

- Oricon排行首周出動20萬張突破，為倖田本身的最高紀錄，同日Kinki Kids的單曲「夏模様」發行，初動23萬張，初登場第1名，「4 hot wave」則位居初登場第2名。

- 首本寫真集「MAROC」同時發行。本作封面及歌詞使用的照片也來自此本攝於摩洛哥的寫真集。

- 同時也參加了同日發行的SMAP第18張專輯「Pop Up! SMAP」收錄曲「Everybody」（DISC2 第5首，香取慎吾的歌曲）。

- 本作的音樂錄影帶的內容有相連性由「JUICY」、「With Your smile」、「I'll be there」、「人魚公主」的接續而成。（過去也發行4曲A面單曲的濱崎步「A」，本單曲的4曲全部拍攝成音樂錄影帶為史上第一次。）

- 「CD+DVD」初回版加收在摩洛哥拍攝第一本寫真集「MAROC」的幕後花絮影片。

## 發行版本
- CD+DVD
- CD ONLY

## 曲目

### CD
1. INTRODUCTION～I'll be there～
本作的序幕introduction。
2. 人魚公主
  - 東芝手機Vodafone 705T 電視廣告曲（本人出演）。
3. I'll be there
  - 資生堂 2006 SEABREEZE 電視廣告曲。
4. INTERLUDE～JUICY・人魚公主～
5. JUICY
  - GemCEREY 廣告曲（本人出演）。Orient Corporation 廣告曲。
6. With your smile
  - 日本電視台「PRIDE&SPIRIT 日本職業棒球2006」形象歌曲。
7. OUTRODUCTION～With your smile～

### DVD
1. JUICY
2. With your smile
3. I'll be there
4. 人魚公主
5. 初回限定特典映像「making of MAROC」
於摩洛哥拍攝的寫真集「MAROC」的幕後花絮影片。